# الجدیداه
ال جدیداه یک منطقهٔ مسکونی در عربستان سعودی است که در استان مکه واقع شده‌است.